# Max Kruse (escritor)
Max Kruse (Bad Kösen, 19 de noviembre de 1921 – Penzberg, 4 de septiembre de 2015) fue un escritor alemán, conocido principalmente por sus libro infantiles, Der Löwe ist los y Urmel aus dem Eis.

## Biografía
Max Kruse era el más pequeño de los siete hijos que tuvo el escultor Max Kruse y su mujer Käthe Kruse, una conocida fabricante de muñecas. Después de un paso breve estudiando filosofía y Económicas en la Universidad de Jena hasta que estalló la Segunda Guerra Mundial. Después de la guerra, trabajó como freelance y posteriormente como escritor.
Aparte de su faceta como escritor, formó parte del Patronato de la Fundación Giordano Bruno.
Vivió en Penzberg con su tercera esposa.
Conocido sobre todo por su obra Urmel aus dem Eis, fue reconocido en toda Alemania, especialmente la adaptación televisiva por el Augsburger Puppenkiste y el Hessischer Rundfunk. Basado en esta novela hay un largometraje animado Impy's Island.

## Works

### Obras parciales
Max Kruse escribió más de 50 libros entre los que se incluyen:
- Der Löwe ist los (1952)
- Kakadu in Nöten (1958)
- Sultan in der Klemme (1959)
- Ruhige Insel gesucht (1965)
- Windkinder (1968)
- Der kleine Mensch bei den 5 Mächtigen (1968)
- Urmel aus dem Eis (1969)
- Der Schattenbruder (1985)
- Die versunkene Zeit. Bilder einer Kindheit im Käthe-Kruse-Haus (Autobiografía) (1991)
- Der Auserwählte (1995)
- Lord Schmetterhemd (2000)
- Die behütete Zeit. Eine Jugend im Käthe-Kruse-Haus. (Autobiografía) (2000)
- Kerlchens wundersame Reise (2001)
- Die Froki Saga (2010)
- Im Wandel der Zeit – wie ich wurde, was ich bin. (Autobiografía) (2011)

## Premios y nominaciones
- 1985 Der Schattenbruder fue nominado para el Premio Alemán de Literatura Juvenil
- 1993 Orden del Mérito de la República Federal de Alemania
- 2000 Gran Premio de la Academia Alemana para Literatura Infantil y juvenil
- 2013 Orden del Mérito de Baviera